# Bintou Wéré
Bintou Wéré ou Bintou Wéré, un opéra du Sahel, dit aussi Bintou Wéré, les échelles de l'espoir est un opéra africain composé par Zé Manel Fortes, de Guinée-Bissau, sur un livret écrit en collaboration par le Tchadien Koulsy Lamko et le Sénégalais Wasis Diop. Opéra contemporain, il mêle les instruments traditionnels de la musique du Sahel à l'opéra et est considéré comme le  premier opéra de ce genre.

## Historique et création
Bintou Wéré fut monté sur une initiative de la Fondation Prince Claus des Pays-Bas, en coproduction avec la République du Mali et le Théâtre du Châtelet. Le livret a été écrit en collaboration par le Tchadien Koulsy Lamko et le Sénégalais Wasis Diop, également directeur artistique, la musique composée par le Zé Manel Fortes, originaire de Guinée-Bissau. L’œuvre est chantée en wolof (Sénégal), bambara (Mali), malinké (Guinée) et créole de Guinée-Bissau.
Musiciens, chanteurs, acteurs et danseurs ont été recrutés en Guinée-Conakry, au Mali, au Sénégal et au Burkina Faso. La mise en scène est signée par Jean-Pierre Leurs, ancien comédien du théâtre national Daniel-Sorano à Dakar, et les chorégraphies par la Franco-Sénégalaise Germaine Acogny et la Togolaise Flora Théfaine. Les costumes ont été créés par Oumou Sy. 
Le 17 février 2007 a eu lieu à Bamako la première mondiale de Bintou Wéré, un opéra du Sahel, suivi la même année de représentations à Amsterdam puis à Paris.

## Argument
Opéra contemporain, Bintou Wéré raconte la dangereuse traversée du désert d’une caravane d’Africains en route vers l’Europe, leurs utopies et leurs espérances. Le personnage principal est Bintou Wéré (Djénéba Koné), une ancienne enfant soldat enceinte, accompagnée de ses compagnons d'infortune, les pères potentiels de son enfant. L'opéra les suit depuis un petit village du Sahel jusqu'aux barbelés de Melilla (enclave espagnole au Maroc), où Bintou Wéré espère mettre au monde son enfant. Mais arrivés au but, ils rebroussent chemin : au bout de cette odyssée se trouve seulement la désillusion.